# Dolmens de Lancken-Granitz
Les dolmens de Lancken-Granitz sont un groupe de sept dolmens situés à Lancken-Granitz, dans l'île de Rügen, dans le Land de Mecklembourg-Poméranie-Occidentale, dans le Nord-Est de l'Allemagne.

## Chronologie
Érigés au milieu du Néolithique, les dolmens de Lancken-Granitz ont été utilisés par les populations de la culture des vases à entonnoir. Certains ont été utilisés jusqu'à l'Âge du bronze.

## Description
Trois dolmens sont entourés par des monolithes formant un cercle ou un rectangle de pierres, et une pierre gardienne se situe sur le côté.

## Vestiges
Lorsque les dolmens ont été fouillés en 1969, des objets funéraires datant du Néolithique et de l'Âge du bronze ont été trouvés, notamment des haches de pierre, des perles d'ambre, des aiguilles en bronze, ainsi que d'abondantes pointes de flèche et tessons de poterie.